# Буташ (озеро)
Бута́ш — озеро в Еткульском районе Челябинской области. Площадь поверхности — 41 км². Площадь водосборного бассейна — 216 км².

## География
Озеро расположено в юго-восточной части Еткульского района на границе с Октябрьским и Увельским районами, в непосредственной близости от деревни Кораблёво и сёл Писклово и Большеникольское. Рядом с Буташом расположены более мелкие озёра: Большой и Малый Кункуль, Большой и Малый Селиткуль, Горькое, Куркумляк и Южиган.